# Referèndum de Malawi del 1993
El 14 de juny de 1993 es va celebrar a Malawi un referèndum sobre la reintroducció de la democràcia multipartidista. Més del 64% dels votants van votar per acabar amb el monopoli del poder del Partit del Congrés de Malawi, ostentat al llarg de més de 27 anys. Poc després, el president Hastings Banda, líder des de la independència, va ser destituït tant del seu càrrec de president vitalici com de la majoria dels poders dictatorials que havia ocupat des de la institució del govern unipartidista el 1966.
El MCP (de l'anglès, Malawi Congress Party) va fer un esforç considerable per mantenir el seu estatus d'únic partit legal del país, afirmant que la política multipartidista portaria a un conflicte tribal i religiós. En una manifestació a la ciutat natal de Banda, Blantyre, un cor de nois va cantar "Senyores i senyors, no escolteu el multipartit, perquè això és la mort, això és la guerra". Diversos assessors de Banda es van veure perjudicats per haver de convocar el referèndum, creient que venia de la pressió dels donants occidentals que ja no estaven disposats a apuntalar el règim de Banda després de la fi del comunisme. Malgrat això, alguns membres de l'MCP van admetre que hi havia una possibilitat que el referèndum acabaria aprovant-se
L'any següent es van celebrar eleccions generals, en les quals Banda i el MCP van ser fortament derrotats. La participació electoral al referèndum va ser del 67% dels 4,7 milions d'electors inscrits.

## Context

### Esgotament del règim de Banda

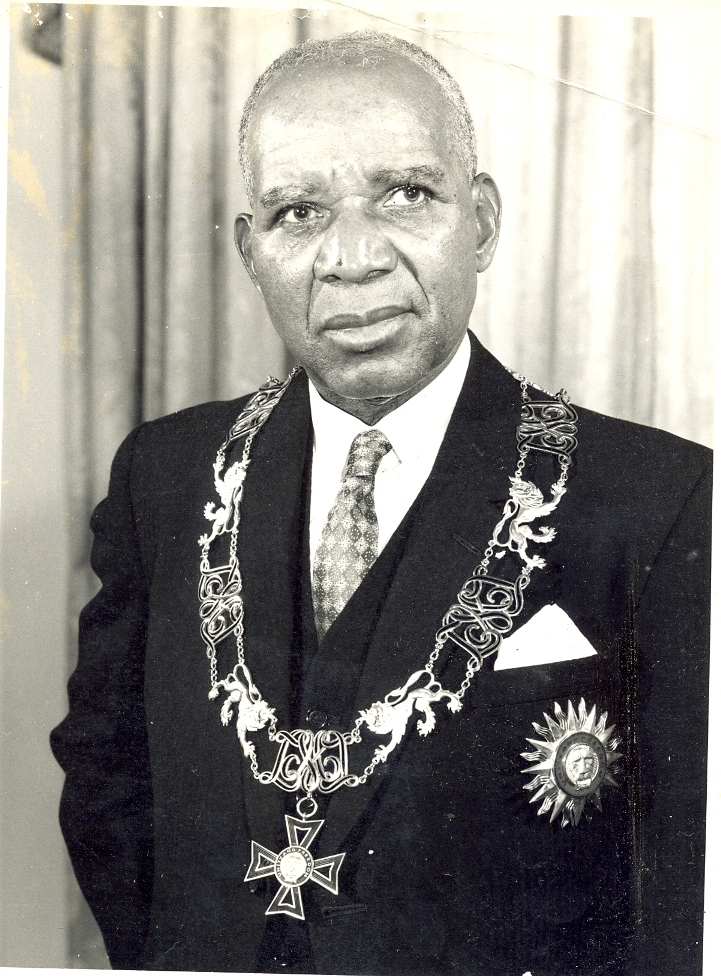
Hastings Kamuzu Banda, president de Malawi entre 1966 i 1994.

Malawi va aconseguir la independència l'any 1964 sota el govern de Hastings Kamuzu Banda i el Partit del Congrés de Malaui (MCP). El 1966, el partit va ser declarat com a únic partit legal, marcant el començament d'un llarg règim autocràtic entorn de la figura de Banda. Més que un estat de partit únic, el règim de Banda va ser descrit com «un estat d'un sol home», dominat per una «autocràcia altament repressiva» que va imposar rígids estàndards de comportament social, polític i moral a la població. Tots els malawians havien de ser membres del partit des de la majoria d'edat i portar a sobre la identificació del partit en tot moment, amb severes sancions a la dissidència. L'autocràcia de Banda es va fer costat a nivell exterior a la Sud-àfrica de l'apartheid (sent l'únic país africà que va mantenir relacions plenes amb Sud-àfrica) i als Estats Units, que veien en el Malawi de Banda una salvaguarda anticomunista enmig de diversos règims antioccidentals. El país va gaudir d'estàndards econòmics relativament favorables respecte a la resta del continent, però la ubiqüitat del règim de Banda va conduir al fet que es generés un clima de por permanent, fins i tot superior al de països africans assotats per guerres civils. Els Joves Pioners de Malawi, la policia secreta del règim, tenien un poder superior al de l'exèrcit i s'ocupaven de mantenir atemorida a la població. Banda no va permetre que aparegués cap lideratge polític dins del partit fora del seu propi, i va marginar o directament va eliminar a qualsevol funcionari que pogués afeblir la seva posició. De la mateixa manera, malgrat l'estabilitat econòmica, el caràcter «depredador» de l'estat malawià va conduir al fet que l'elit política s'enriquís i beneficiés a costa del benestar general, i el país es va mantenir en gran part com un país subdesenvolupat i empobrit.
Cap al final de la dècada dels anys 80, amb l'acabament de la Guerra Freda i l'anunci de la fi de l'apartheid, el bloc occidental va deixar de considerar necessari al règim malawià i va començar a pressionar al govern per una major democratització. La situació econòmica es va deteriorar i el règim es va quedar sense suports internacionals. Al mateix temps, la salut de Banda (que en aquells dies ja tenia gairebé noranta anys), va començar a flaquejar i el lideratge del govern va recaure més que res en els principals confidents del dictador: John Tembo i Cecilia Kadzamira. Tembo i Kadzamira van bloquejar efectivament l'accés a Banda, distanciant-lo cada vegada més dels assumptes quotidians, per la qual cosa és probable que el president no fos conscient de la magnitud de la pressió exercida sobre el règim per a forçar un canvi. A mesura que Banda perdia el seu control personal sobre l'estat, va començar a gestar-se lentament una dissidència interna en base als grups opositors a l'exili. El règim ja no era capaç de suprimir completament les crítiques com en el passat, i el seu aparell de seguretat repressiu es tornava cada vegada més ineficient per a contrarestar el creixent sentiment antigovernamental. A les darreries de l'any 1991, el Malawi de Banda era l'únic país del sud d'Àfrica que mantenia el sistema de partit únic, amb tots els països veïns (Zàmbia, Tanzània i Moçambic) accedint a instaurar el multipartidisme. El ràpid ritme de canvis en el continent van motivar un major envalentiment en sectors de la població malawiana. El 8 de març de 1992, el règim es va veure exposat a crítiques sense precedents quan els bisbes locals de la influent Església Catòlica van publicar una carta pastoral en la qual criticaven les violacions als drets humans. Aquest mateix mes, més de vuitanta opositors malawians a l'exili es van reunir a Lusaka, a la veïna Zàmbia, per a discutir una estratègia que precipités reformes en Malawi.
Al mes d'abril, el líder sindical exiliat Chakufwa Chihana va tornar a Malawi i va pronunciar un discurs a l'Aeroport Internacional de Lilongwe, descrivint al MCP com «un partit de mort i foscor» i exigint al règim de Banda la convocatòria a un referèndum nacional per a definir el futur polític del país. Chihana va ser arrestat en el mateix lloc i condemnat a dos anys de presó amb treballs forçats pel delicte de sedició. La detenció de Chihana va provocar una encesa condemna a nivell internacional, i va precipitar que una sèrie de protestes a Lilongwe i Blantyre (ja iniciades al març en suport a la carta dels bisbes) escalessin fins a convertir-se en severs disturbis antigovernamentals. Banda va ordenar a la policia i a l'exèrcit dispersar als manifestants amb foc letal, amb un resultat final de 38 morts entre els manifestants. Si bé la revolta va ser suprimida amb èxit, la mateixa va constituir la major demostració de descontentament social contra el règim del MCP en els seus trenta anys d'existència. Així mateix, la repressió va portar al fet que els donants internacionals cancel·lessin tota ajuda econòmica no humanitària a l'espera que la situació de les llibertats civils millorés, augmentant considerablement l'aïllament de Malawi.
L'única resposta del règim al descontentament creixent va ser dissoldre l'Assemblea Nacional i convocar a eleccions unipartidistes el juny de 1992, cobrint 91 dels 141 escons del legislatiu. Les forces opositores, agrupades provisòriament en un «Comitè per a una Aliança Democràtica» van cridar al boicot. Quaranta-cinc candidats van ser retornats sense oposició, cinc llocs van quedar vacants a causa de la desqualificació d'alguns candidats i, on la votació va arribar a realitzar-se, 62 diputats en exercici van perdre el seu escó. Oficialment, el règim va declarar que la participació va rondar el 80%, però estimacions independents van determinar un èxit considerable de l'anomenat opositor a l'abstenció, reportant que la concurrència va ser de fet inferior al 40%. Al districte de Blantyre només va votar un 20%, i es van reportar àrees en les quals només va votar un 10% de l'electorat registrat.

### Proposició de referèndum
Malgrat la resposta contundent del règim rebutjant directament qualsevol canvi vers l'oberturisme polític, la situació va escalar ràpidament a mitjan any després del fracàs electoral. A l'agost, el Sínode de Livingstonià de l'Església Presbiteriana d'Àfrica Central (CCAP) va votar per a formar un comitè que pressionés al govern perquè es realitzés el referèndum exigit per Chihana, sent replicat pel Consell Cristià de Malawi (CCM), que agrupava disset esglésies protestants. Es van fundar comitès pro-democràcia en les tres regions del país, iniciatives que buscaven donar impuls a l'oposició a Banda i llevar validesa a les afirmacions del règim que no existia oposició organitzada. Al setembre, el sector opositor lligat a Chihana va anunciar la configuració de l'Aliança per la Democràcia (AFORD), la primera organització d'oposició seriosa establerta en Malawi des de la seva independència. Cada vegada més pressionat per les circumstàncies adverses i tement que els disturbis de maig es repetissin, el govern a contracor va accedir a crear un «Comitè Presidencial de Diàleg» (PCD), el qual tindria el mandat de discutir «temes d'interès nacional» amb el grup opositor i els líders religiosos. En un gir sorprenent dels esdeveniments, Banda va anunciar públicament el 18 d'octubre la convocatòria a un referèndum per a definir si Malawi conservava el sistema de partit únic o convocava a eleccions multipartidistes, prenent per sorpresa a gran part de la població i als grups de pressió externs.
Després de la convocatòria, un grup de funcionaris dissidents i ex-polítics destituïts o marginats durant el règim van establir un segon grup de pressió opositor, el Front Democràtic Unit (UDF), sota el lideratge de Bakili Muluzi, antic Secretari General del MCP. L'UDF va començar a mobilitzar-se dins de Malawi a favor d'un sistema multipartidista. Encara que l'UDF i la AFORD mantenien agendes similars, l'UDF va deixar en clar que no volia tenir relació amb els dirigents exiliats i políticament diversos, mentre que l'AFORD sostenia que als opositors en l'exili se'ls hauria de permetre radicar-se novament en Malaui i prendre part en els desenvolupaments polítics. No obstant això, davant l'oportunitat que oferia el referèndum, era poc probable que es deslliguessin conflictes entre aquests grups. Les diverses organitzacions opositores, que incloïen tant als grups de pressió (més tard partits), les comunitats religioses i representants de la societat civil, van convergir en el Comitè d'Assumptes Públics (PAC). El PAC va sostenir reunions amb el Comitè Presidencial de Diàleg per a discutir l'anivellament del camp de joc en el període previ al referèndum. Aquestes reunions van ser summament significatives, perquè es va tractar de la primera vegada des de la independència en què representants del govern malawià es reunien amb representants de l'oposició per a discutir qualsevol tema d'interès nacional.

## Organització

### Convocatòria
Per a garantir el suport internacional a la iniciativa del referèndum, el govern de Malawi va sol·licitar l'assistència tècnica de les Nacions Unides per al finançament, organització i monitoratge del referèndum. El mes de novembre de 1992, un equip de cinc experts tècnics, incloent a Keith Klein, Director de Programes per a Àfrica i el Pròxim Orient de IFES, i Horaci Boneo, Director de la Unitat d'Assistència Electoral de l'ONU, va realitzar una avaluació preliminar de l'estat de preparació del govern malawià per a organitzar un procés electoral legítim i net. L'equip va fer diverses observacions sobre la situació política del país i va suggerir com a factors a complir per a garantir l'equitat del referèndum una comissió independent per a gestionar-lo, grups organitzats i competitius que poguessin fer campanya per totes dues opcions, garanties de llibertat d'opinió i expressió, inscripció de votants elegibles, sistema de votació d'urna única (en lloc d'una urna separada per a cada opció) i mesures de seguretat, així com la presència d'observadors internacionals. El 31 de desembre de 1992, Banda va tornar a dirigir-se a la nació sobre el referèndum i va fixar el 15 de març de 1993 com a data per a la votació, però l'equip de l'ONU va recomanar endarrerir la data el temps suficient perquè els grups opositors al règim poguessin organitzar-se i fer campanya. No va ser sinó fins al 5 de febrer que el govern va accedir a posposar la votació al 14 de juny.

### Regulació i normativa electoral
Donat el caràcter únic de la votació, va ser necessari redactar i configurar un nou marc legal sencer per a la seva organització. El 5 de febrer de 1993, la Comissió de Referèndum va ser creada per mitjà d'un decret presidencial, disposant-se també les «Regulacions del Referèndum» com una normativa electoral provisòria que s'empraria per a la votació en particular. La mateixa preveia que tots els ciutadans malawians majors de vint-i-un anys en ple ús dels seus drets ciutadans tenien dret a registrar-se com a votants i emetre sufragi. El registre d'electors va tenir lloc entre el 3 d'abril i el 8 de maig de 1993, després de la qual cosa es donaria pas a un període formal per a la campanya, que culminaria el 12 de juny, dos dies abans de la jornada electoral. Pel fet que, formalment, Malawi continuava sent un estat de partit únic en aquest moment, les forces de l'oposició no gaudien de registre legal, però se'ls permetria operar durant la campanya sota la modalitat de «grups d'interès especial». Les Regulacions especificaven que un grup d'interès especial era un actor particular interessat en el resultat del referèndum, la qual cosa va donar un marc perquè el Front Democràtic Unit, l'AFORD i el Comitè d'Assumptes Públics fessin campanya. El MCP també es va registrar com a grup d'interès especial per a realitzar la campanya en igualtat de condicions.
En contra de les recomanacions emeses per l'equip tècnic de l'ONU, el sistema electoral previst per les Regulacions implicava l'ús de dues urnes electorals, una per als vots a favor del sistema unipartidista i una altra per als vots a favor del sistema multipartidista. Aquest sistema va ser criticat pels opositors, que van denunciar que violentava el secret del vot, i van exigir l'ús d'una única urna per a tots els vots. Pels volts del mes de maig de 1993, a tan sols un mes del referèndum i prop del començament oficial de la campanya, la situació de la votació era incerta a causa de desacords entre el règim i l'oposició sobre la qüestió de les urnes. El Comitè d'Assumptes Públics va declarar que, si el dia 8 de maig no s'accedia a la seva demanda d'una única urna, boicotejaria el referèndum. No obstant això, la data va arribar sense que l'oposició anunciés el boicot. El 10 de maig, un enviat especial de l'ONU va arribar a Malawi per a mediar entre totes dues parts, aconseguint que el Comitè d'Assumptes Públics posposés la seva data límit. El 17 de maig, les negociacions van aconseguir que el govern cedís i es va decidir l'ús d'una urna i una única cabina de votació, amb dues paperetes (una per al unipartidisme i una altra per al multipartidisme) per a cada votant. Això va marcar l'inici oficial de la intensificació de la campanya, amb activitats polítiques i educatives de tots dos costats.

### Grups d'interès especial
Sota les normatives per a la Regulació del Referèndum, quatre formacions es van registrar com a «grups d'interès especial» per a participar en la campanya:
| Posició         | Grups                             | Grups                              |
| --------------- | --------------------------------- | ---------------------------------- |
| Multipartidisme |                                   | Front Democràtic Unit (UDF)        |
| Multipartidisme | Aliança per la Democràcia (AFORD) |                                    |
| Multipartidisme | Comitè d'Assumptes Públics (PAC)  |                                    |
| Unipartidisme   |                                   | Partit del Congrés de Malaui (MCP) |

### Observació internacional
En compliment amb els acords aconseguits amb els grups d'interès opositors i les recomanacions de l'equip tècnic de l'ONU, les Regulacions també preveien l'observació internacional del procés i regulaven la seva aplicació. La Comissió de Referèndum podia enviar invitacions per a l'observació internacional per iniciativa pròpia, a sol·licitud del president, els grups d'interès, governs i altres organitzacions competents. Els ciutadans malawians no eren elegibles per a ser observadors internacionals. Nombroses institucions internacionals, com per exemple les Nacions Unides, van enviar contingents d'observadors per tal de poder monitorar correctament la votació.

## Campanya
El període formal de campanya va durar des de la segona setmana de maig fins al 12 de juny, encara que les forces a favor i en contra ja havien començat a mobilitzar-se per a establir bases de suport al país des de feia molt de temps. Des del moment en què es va permetre als grups d'interès especial una relativa llibertat de moviment al país, el col·lapse del suport popular al règim del MCP va començar a notar-se. Històricament, el sistema de partit únic havia estat reforçat per lleis que habilitaven la detenció sense càrrecs, una censura flagrant, tribunals tradicionals per a negar a les seves acusats representació legal i una recompensa social per a aquells ciutadans pròxims al president i associats que estiguessin disposats a exposar les activitats opositores dels seus veïns. No obstant això, des d'abril de 1993 i durant els següents mesos, la policia va començar a tolerar una manifestació del dissens cada vegada major, permetent finalment que es realitzessin concentracions de campanya en diverses de les zones més poblades. El començament de les concentracions va representar la primera gran derrota moral per al MCP. Malgrat l'intens totalitarisme del govern, les concentracions de campanya del partit únic atreien, en el millor dels casos, unes 5.000 persones, i habitualment no passaven dels mil concurrents. Mentrestant, les concentracions realitzades per l'UDF o l'AFORD arribaven a reunir fins a 10.000 o 20.000 assistents. L'habilitat dels grups d'interès per a realitzar concentracions, així mateix, va consolidar la seva imatge com a forces polítiques viables davant els ulls de molts ciutadans, precedint el seu eventual desenvolupament com a partits polítics en la democràcia posterior.
Malgrat la relaxació de les lleis repressives i la relativa llibertat de moviment dels grups opositors, la campanya es va considerar profundament desigual i irregular. Les Regulacions establien la prohibició de publicitat de caràcter polític en la ràdio. Això va afectar durament els grups multipartidistes, perquè en un país on només el 41,7% de la població està alfabetitzada, la ràdio era l'únic mitjà pel qual podien comunicar-se efectivament amb la població en general i presentar els seus arguments. Els grups d'interès es van veure obligats a recórrer a la campanya directa sobre el terreny, on van enfrontar en molts casos la coacció, intimidació i sabotatge per part de les forces oficialistes. A les ciutats, un nombre petit de periòdics independents van començar a sorgir i van permetre una major difusió del missatge multipartidista, però el fet que la gran majoria de la població malawiana residís en llogarets rurals va dificultar el seu marge de maniobra.
El govern va centrar la seva retòrica a defensar el seu monopoli en el poder, ressaltant l'estabilitat econòmica i política que fins llavors havia exhibit Malawi sota el règim de Banda, al mateix temps que es va dedicar a fomentar la por, afirmant que l'abandó de l'estat unipartidista implicaria el descens del país al caos tribalista, reclamant que Malawi no estava llesta per a la democràcia. En un míting a Blantyre, la ciutat natal de Banda, un cor de nens va cantar: «dames i cavallers, no escoltin al multipartidisme, perquè això és mort, això és guerra». Diversos dels funcionaris de Banda es van sentir ofesos per haver de convocar el referèndum, creient que es devia a la pressió dels donants occidentals que ja no estaven disposats a apuntalar el règim després de la fi de la Guerra Freda. Malgrat això, alguns membres del MCP van admetre que existia la possibilitat que triomfés l'opció multipartidista. Els observadors i tècnics van denunciar que, en molts casos, els votants no eren completament conscients que estaven votant un sistema polític, sinó que pensaven que votar pel multipartidisme era votar en contra del MCP i del propi Banda (encara profundament respectat per alguns sectors més empobrits). La campanya va coincidir amb una forta sequera, i el règim va distribuir gran part de l'ajuda pública en les àrees rurals descrivint-la com un obsequi, la qual cosa va deslligar acusacions de clientelisme electoral per part de l'oposició. Mentrestant, els observadors externs van determinar que el suport al règim en les àrees urbanes pràcticament havia desaparegut, així com en les àrees rurals del nord. A mesura que es liberalitzava el sistema polític i la població se sentia més lliure d'expressar el seu descontentament, el suport rural al MCP també va començar a afeblir-se, i la xarxa d'informants i aparell partidari van començar a resultar insuficients per a mantenir la noció que el govern podia guanyar la votació. Reportis finals van determinar que, per a l'última etapa de la campanya, gran part de la població estava més informada del que representava el referèndum, s'havia familiaritzat prou amb el que significaven els símbols electorals dissenyats per a representar les dues opcions, i es va descriure un ambient cívic «elevat».

## Resultats

Resultats per regió i districte.

### Resultats generals
| 64,69 | ' |

| 64,69 | ' |

| 35,31 | ' |

| 35,31 | ' |

| 97,75 | ' |

| 97,75 | ' |

| 2,25 | ' |

| 2,25 | ' |

| 100,00 | ' |

| 100,00 | ' |

| 67,10% | ' |

| 67,10% | ' |

### Resultat per districte
| Districte                        | Multipartidisme | Multipartidisme | Unipartidisme | Unipartidisme | Vots vàlids | Blanc/Nul | Total/Registrats | Total/Registrats | Total/Registrats |
| Districte                        | Vots            | %               | Vots          | %             | Vots vàlids | Blanc/Nul | Total/Registrats | Total/Registrats | Total/Registrats |
| -------------------------------- | --------------- | --------------- | ------------- | ------------- | ----------- | --------- | ---------------- | ---------------- | ---------------- |
| Dedza                            | 34,628          | 25.56%          | 100,840       | 74.44%        | 135,468     | 3,972     | 139,440          | 75.5%            | 184,589          |
| Dowa                             | 20,345          | 14.93%          | 115,958       | 85.07%        | 136,303     | 3,429     | 139,732          | 72.0%            | 194,010          |
| Kasungu                          | 48,960          | 28.05%          | 125,600       | 71.95%        | 174,560     | 4,982     | 179,542          | 77.3%            | 232,276          |
| Lilongüe                         | 105,110         | 28.23%          | 267,168       | 71.77%        | 372,278     | 12,512    | 384,790          | 65.1%            | 591,460          |
| Mchinji                          | 34,559          | 31.54%          | 75,012        | 68.46%        | 109,571     | 6,854     | 116,425          | 59.3%            | 196,393          |
| Nkhotakota                       | 35,965          | 47.03%          | 40,515        | 52.97%        | 76,480      | 2,856     | 79,336           | 59.3%            | 133,866          |
| Ntcheu                           | 74,655          | 74.74%          | 25,227        | 25.26%        | 99,882      | 1,089     | 100,971          | 70.8%            | 142,550          |
| Ntchisi                          | 11,224          | 21.93%          | 39,946        | 78.07%        | 51,170      | 883       | 52,053           | 81.1%            | 64,204           |
| Salima                           | 34,586          | 45.07%          | 42,147        | 54.93%        | 76,733      | 1,859     | 78,592           | 83.2%            | 94,472           |
| Central                          | 400,032         | 32.46%          | 832,413       | 67.54%        | 1,232,445   | 38,436    | 1,270,881        | 69.3%            | 1,833,820        |
| Chitipa                          | 37,165          | 91.16%          | 3,603         | 8.84%         | 40,768      | 305       | 41,073           | 70.3%            | 58,404           |
| Karonga                          | 61,038          | 94.14%          | 3,799         | 5.86%         | 64,837      | 539       | 65,376           | 59.1%            | 110,603          |
| Nkhata Bay                       | 54,990          | 92.59%          | 4,399         | 7.41%         | 59,389      | 822       | 60,211           | 46.5%            | 129,514          |
| Rumphi                           | 43,943          | 86.79%          | 6,687         | 13.21%        | 50,630      | 712       | 51,342           | 86.6%            | 59,300           |
| Mzuzu                            | 73,281          | 80.71%          | 17,520        | 19.29%        | 90,801      | 1,031     | 91,832           | 82.8%            | 110,980          |
| Mzimba                           | 122,152         | 91.67%          | 11,093        | 8.33%         | 133,245     | 1,117     | 134,362          | 83.7%            | 160,538          |
| Nord                             | 392,569         | 89.29%          | 47,101        | 10.71%        | 439,670     | 4,526     | 444,196          | 70.6%            | 629,339          |
| Blantire                         | 197,938         | 86.70%          | 30,363        | 13.30%        | 228,301     | 2,107     | 230,408          | 85.0%            | 271,152          |
| Chikwawa                         | 80,364          | 76.54%          | 24,631        | 23.46%        | 104,995     | 1,878     | 106,873          | 54.8%            | 194,987          |
| Chiradzulu                       | 70,578          | 89.21%          | 8,539         | 10.79%        | 79,117      | 3,455     | 82,572           | 83.7%            | 98,605           |
| Machinga                         | 181,186         | 91.31%          | 17,240        | 8.69%         | 198,426     | 2,813     | 201,239          | 58.4%            | 344,753          |
| Mangochi                         | 179,697         | 90.94%          | 17,911        | 9.06%         | 197,608     | 3,711     | 201,319          | 57.2%            | 352,263          |
| Mulanje                          | 145,111         | 79.35%          | 37,775        | 20.65%        | 182,886     | 8,480     | 191,366          | 55.2%            | 347,006          |
| Mwanza                           | 29,137          | 71.46%          | 11,639        | 28.54%        | 40,776      | 749       | 41,525           | 55.5%            | 74,890           |
| Nsanje                           | 47,929          | 82.59%          | 10,106        | 17.41%        | 58,035      | 818       | 58,853           | 55.4%            | 106,287          |
| Thyolo                           | 122,823         | 81.30%          | 28,259        | 18.70%        | 151,082     | 2,403     | 153,485          | 82.4%            | 186,262          |
| Zomba                            | 146,632         | 86.70%          | 22,496        | 13.30%        | 169,128     | 1,603     | 170,731          | 65.6%            | 260,163          |
| Sud                              | 1,201,395       | 85.18%          | 208,959       | 14.82%        | 1,410,354   | 28,017    | 1,438,371        | 64.3%            | 2,236,368        |
| Total                            | 1,993,996       | 64.69%          | 1,088,473     | 35.31%        | 3,082,469   | 70,979    | 3,153,448        | 67.1%            | 4,699,527        |
| Font: African Elections Database |                 |                 |               |               |             |           |                  |                  |                  |